# Lester Kelly
Lester  Hamilton Kelly (ur. w 1893, zm. 1958 w Brighton) – australijski lekkoatleta, skoczek wzwyż.
Dwukrotny mistrz Australazji (1911 i 1914).
Dwukrotny rekordzista Australii:
- 1,84 (25 listopada 1911, Melbourne)[3]
- 1,84 (26 stycznia 1914, Melbourne)[3],

wynik ten poprawił w 1926 Lawrence B. Mason.